# دهستان دربندرود
دربندرود، دهستانی است از توابع بخش مرکزی شهرستان اسدآباد در استان همدان ایران.

## جمعیت
براساس سرشماری سال ۱۳۸۵ جمعیت آن ۱۳٬۰۵۴ نفر (۳٬۰۷۳ خانوار) بوده‌است.